# Xã Pettis, Quận Adair, Missouri
Xã Pettis (tiếng Anh: Pettis Township) là một xã thuộc quận Adair, tiểu bang Missouri, Hoa Kỳ. Năm 2010, dân số của xã này là 795 người.